# 寝食を忘れる
| ウィキペディアには「寝食を忘れる」という見出しの百科事典記事はありません（タイトルに「寝食を忘れる」を含むページの一覧/「寝食を忘れる」で始まるページの一覧）。 代わりにウィクショナリーのページ「寝食を忘れる」が役に立つかもしれません。 |